# Ja ob"javljaju vam vojnu
Ja ob"javljaju vam vojnu (Я объявляю вам войну) è un film del 1990 diretto da Jaropolk Leonidovič Lapšin.

## Trama
Il film racconta di un uomo che, dopo lunghe ed estenuanti battaglie a Cuba e in Afghanistan, torna nella sua città natale per svolgere un lavoro tranquillo. Ma le circostanze lo costringono a tornare alla sua esperienza militare